# اوگدن، کبک
اوگدن (به فرانسوی: Ogden) شهری در منطقه شهری مامفرماگوگ ناحیه استری در استان کبک کانادا است. در سرشماری سال ۲۰۱۱ این شهر ۷۹۳ نفر جمعیت داشته‌است و مساحت آن ۷۵٫۴۹ کیلومتر مربع است.